# Sociedade Esportiva Vila Aurora
Sociedade Esportiva Vila Aurora é um clube brasileiro de futebol, com sede na cidade de Rondonópolis, no estado de Mato Grosso.

## História
O clube foi fundado em 5 de maio de 1964.
Em 2005 o clube foi campeão estadual após vencer o Operário FC por 3 a 1.
Em 2009 o clube conquistou a Copa FMF.
Em 2014 o clube desistiu de disputar o estadual por dificuldades financeiras.
Em 2023 o clube anunciou o retorno às atividades. Porém o clube teve que adiar a volta ao futebol por causa de sua SAF que não conseguiu ser finalizada a tempo.

## Títulos
| Estaduais | Estaduais                              | Estaduais | Estaduais  |
|           | Competição                             | Títulos   | Temporadas |
| --------- | -------------------------------------- | --------- | ---------- |
|           | Campeonato Mato-Grossense              | 1         | 2005       |
|           | Copa FMF                               | 1         | 2009       |
|           | Campeonato Mato-Grossense - 2ª Divisão | 1         | 1989       |
|           | Campeonato Mato-Grossense - 3ª Divisão | 1         | 1979       |

### Destaques
- Vice-Campeonato Copa Governador de Mato Grosso: 2006.

## Estatísticas

### Participações
|  | Participações em 2020 |

| Competição  | Competição                | Temporadas | Melhor campanha     | Anos                            | P | R |
| Mato Grosso | Campeonato Mato-Grossense | 18         | Campeão (2005)      | 1990-1992, 1994-1995, 2001-2014 |   | 1 |
| Mato Grosso | 2ª Divisão                | 1          | Campeão (1989)      | 1989                            | 1 |   |
| Mato Grosso | 3ª Divisão                | 1          | Campeão (1979)      | 1979                            | – |   |
| Brasil      | Série C                   | 1          | 10º colocado (2005) | 2005                            | – | – |
| Brasil      | Série D                   | 2          | 7º colocado (2010)  | 2010-2011                       | – |   |
| Brasil      | Copa do Brasil            | 1          | 1ª fase (2006)      | 2006                            |   |   |

## Ranking da CBF
Ranking atualizado em dezembro de 2014
- Posição: 172º
- Pontuação: 169 pontos[12]

Ranking criado pela Confederação Brasileira de Futebol para pontuar todos os clubes do Brasil.